# Molenbeker

Tekening van een molenbeker

De molenbeker is een vorm van drinkuit en schertsglas uit de zestiende, zeventiende en achttiende eeuw. De beker heeft geen voet, maar in plaats daarvan een miniatuurversie van de standerdmolen. Als de drinker op een buisje blies draaiden de molenwieken. Molenbekers zijn rijkversierd en gemaakt van kostbare materialen, zoals zilver en goud. Soms is een deel van de beker van glas.
Molenbekers waren onderdeel van drankspellen. Het is onbekend welke spellen ermee gespeeld werden. Wellicht moest de drinker de beker leegdrinken voordat de wieken stopten met draaien. Sommige molenbekers zijn ook versierd met een klokje. De wijzer van het klokje draaide mee met de wieken. De uitkomst kan voor een aantal slokken, bekers of rondjes gestaan hebben, maar de wijzer kan ook een volgende drinker hebben aangewezen.

## Interpretatie
Verschillende historici stellen dat in vroegmoderne Europa een drinkcultuur heerste mannen hun mannelijkheid bewezen door de consumptie van grote hoeveelheden alcohol tijdens drinkgelagen. Onder historici is er discussie over de functie van de beker in deze context. Een belangrijk puzzelstukje is welke drank de gebruikers eruit dronken.
Gina Bloom stelt dat de molen verwees naar zowel het productieproces van de drank die de beker bevatte als het harde, fysieke werk van de mannelijke molenaar. Als dit klopt, zouden de gebruikers bier - een graanproduct - hebben gedronken uit de molenbeker. Rijksmuseumconservator Dirk Jan Biemond suggereert echter dat er geen bier in werd geschonken, maar wijn. Bij wijnproductie komen er geen molens bij kijken. Adriaan Duiveman betoogt, vanuit diezelfde aanname, dat de molenbeker een carnavaleske parodie op de miskelk was. De molen stond symbool voor zotheid. Door de molen, miskelk en wijn te combineren, werd het drinkgelag een carnaveleske omkering van de eucharistie.

## Afbeeldingen

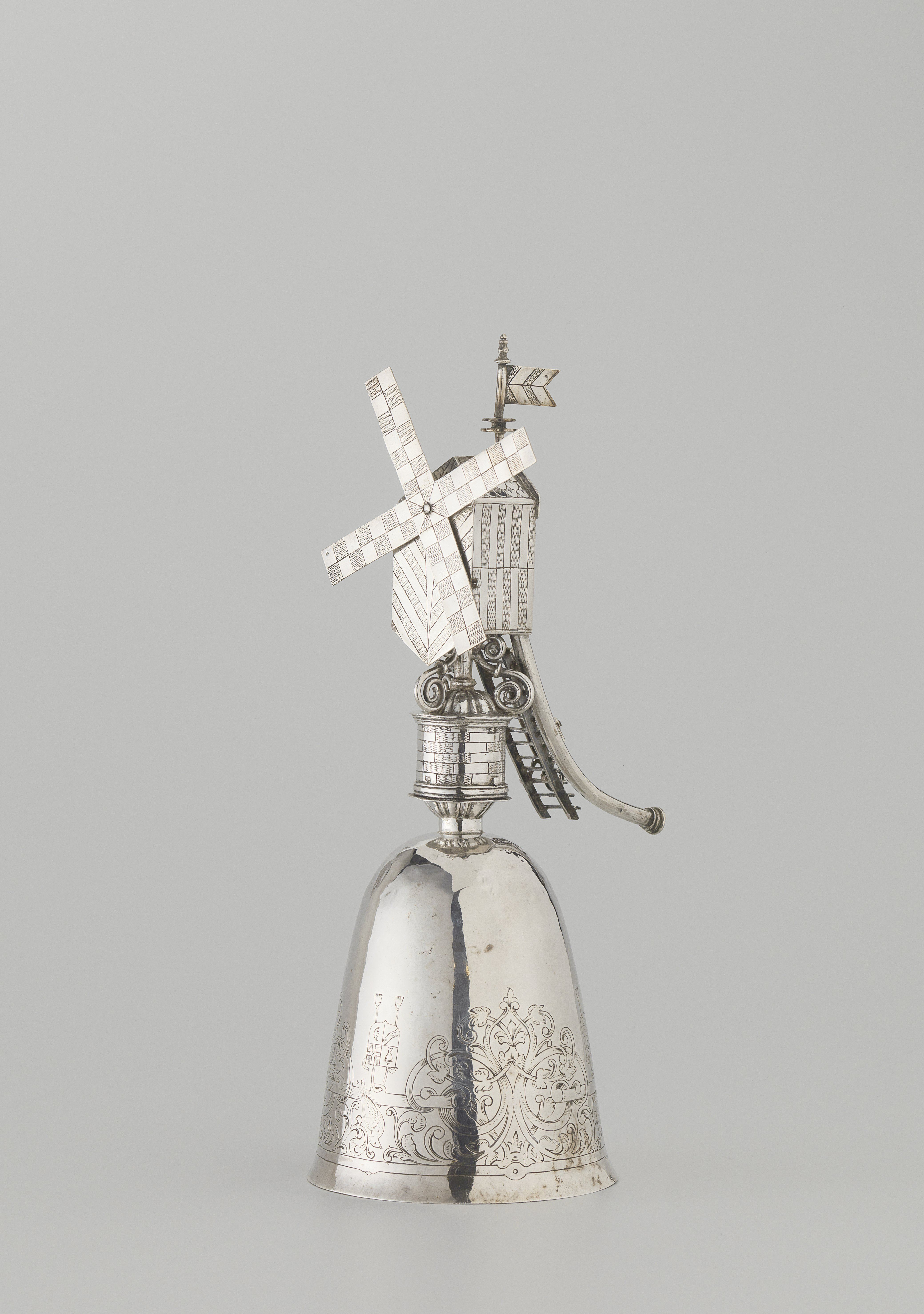
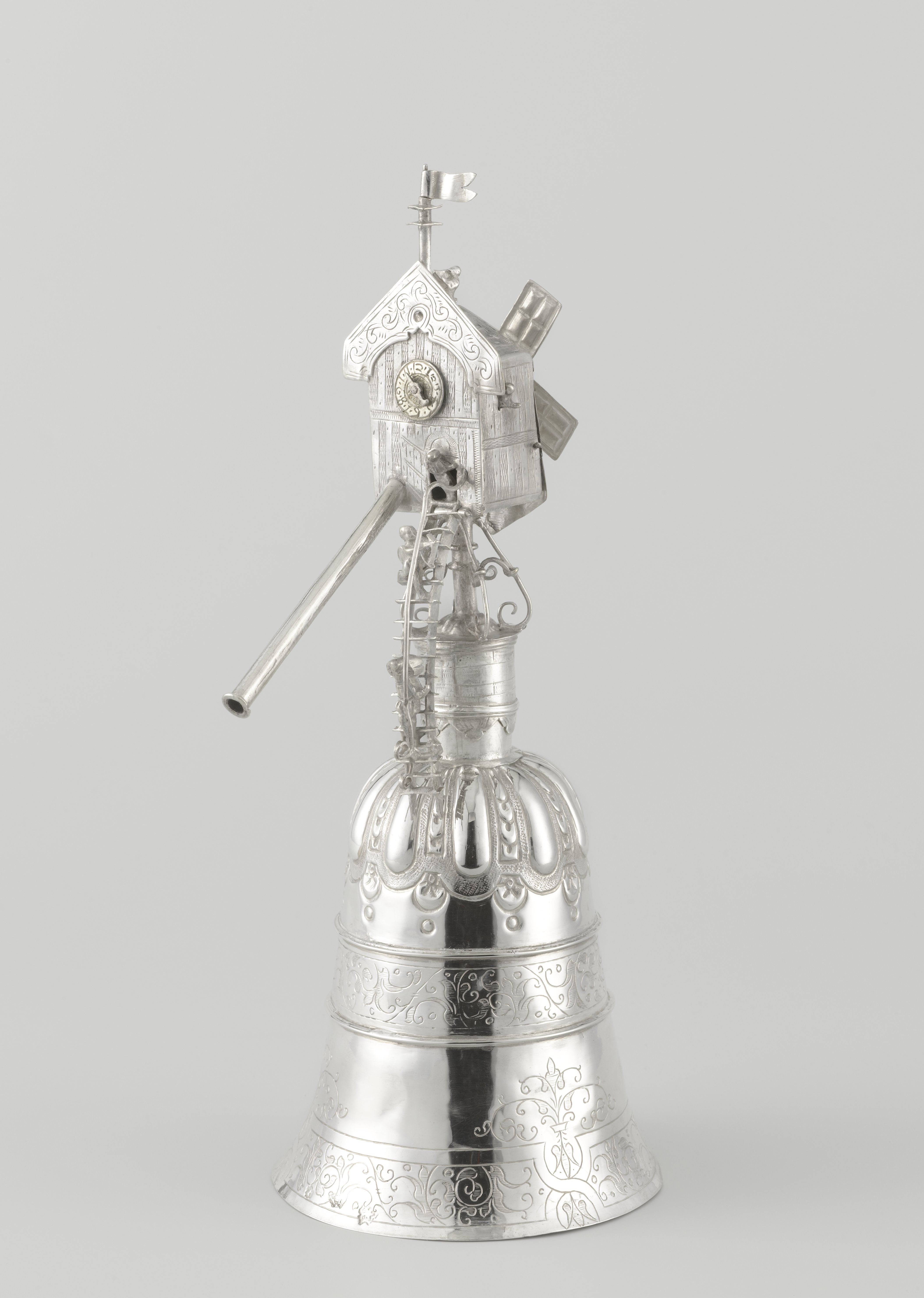
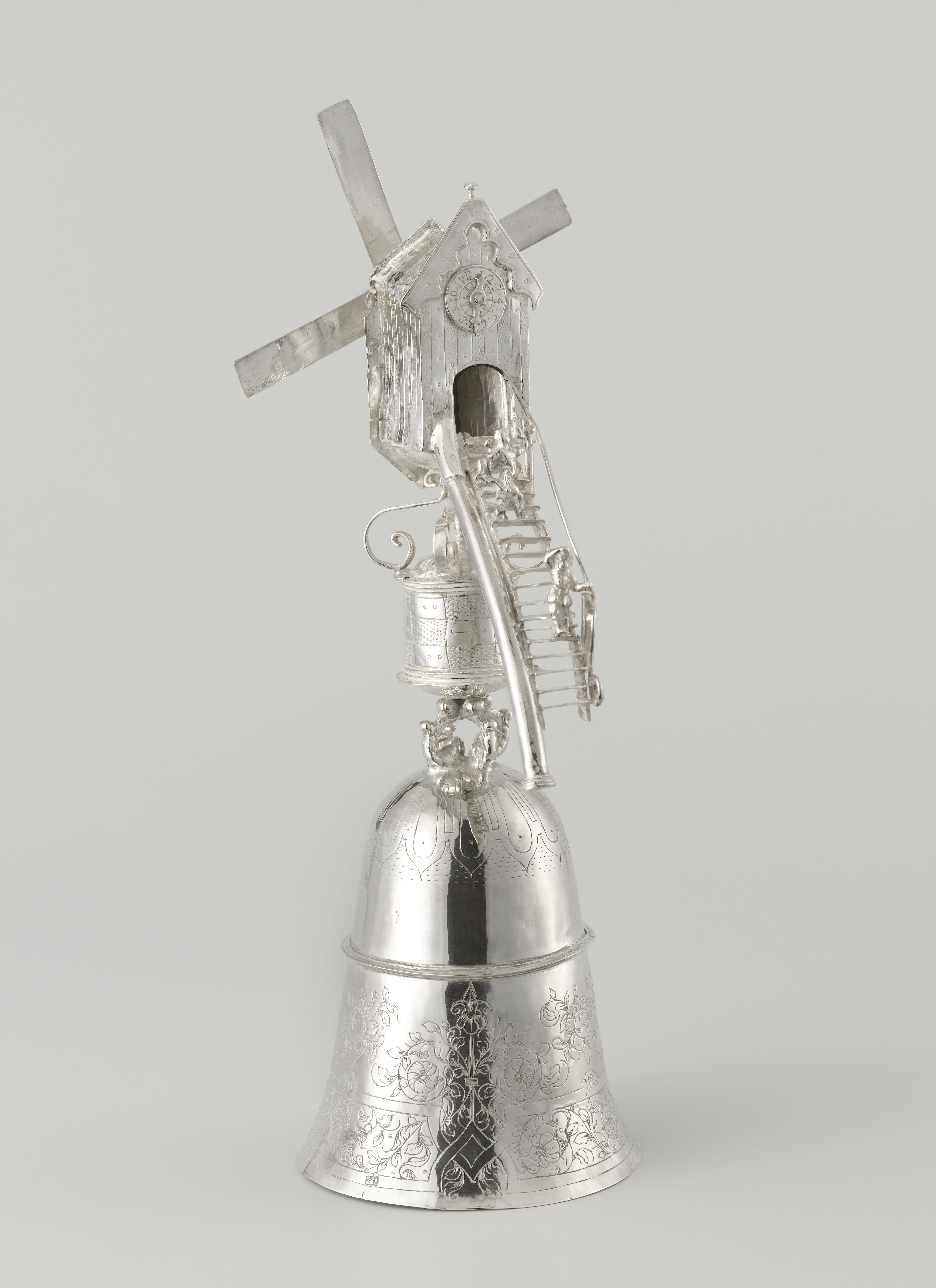
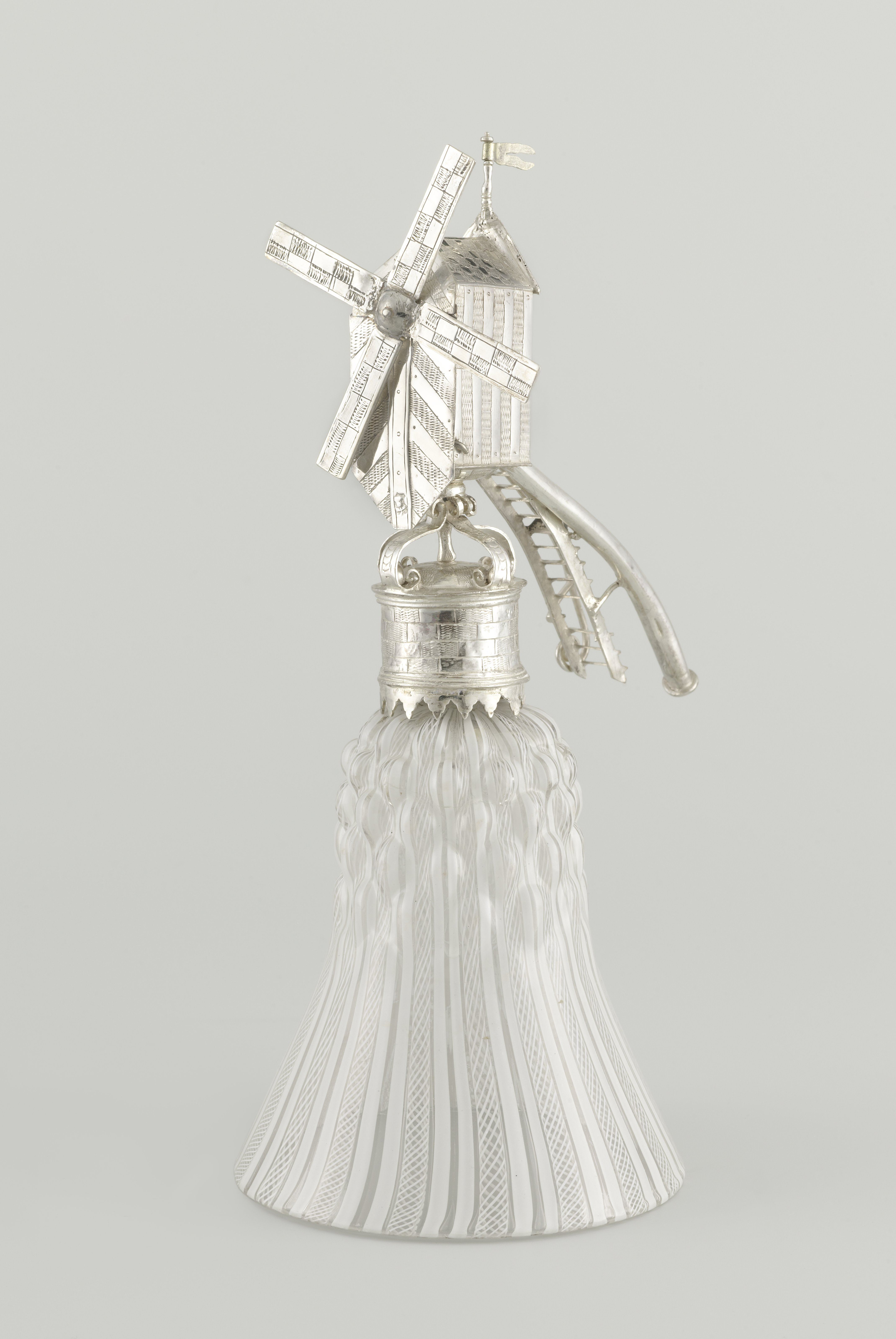

Molenbekers in het Rijksmuseum Amsterdam.